# 澤田亨
澤田 亨（さわだ すすむ、1960年 - ）は、日本のスポーツ疫学者。早稲田大学スポーツ科学部スポーツ疫学研究室教授。

## 人物・経歴
高知県出身。1979年高知県立高知西高等学校卒業。1983年福岡大学体育学部体育学科卒業。1985年順天堂大学大学院体育学研究科修了、体育学修士。同年東京ガス入社、人事部安全健康・福利室。1999年順天堂大学博士（医学）。2005年港区健康みなと21推進会議委員。2008年順天堂大学スポーツ健康科学部客員准教授、中央労働災害防止協会労働者の健康の保持増進を図るための検討委員会委員。2010年福岡大学身体活動研究所客員研究員。2012年医薬基盤・健康・栄養研究所健康増進研究部身体活動評価研究室室長、日本運動疫学会理事。2014年医薬基盤・健康・栄養研究所栄養と身体活動に関する国際協力ユニットユニット研究員、健康・体力づくり事業財団健康・体力づくりと運動に関するデータベース委員。2015年東京大学大学院総合文化研究科客員教授。2016年順天堂大学大学院スポーツ健康科学研究科客員教授。2018年早稲田大学スポーツ科学部教授、厚生労働省厚生科学審議会専門委員、厚生労働省e-ヘルスネット情報評価委員、厚生労働省国民健康・栄養調査企画解析検討会構成員、横浜市よこはまウォーキングポイント共同事業者選定等委員会委員、埼玉県健康長寿計画推進検討会議委員。

## 受賞
- アメリカスポーツ医学会Fellow 2003[2]
- 日本産業衛生学会奨励賞 2004[2]
- アメリカ海軍 1st Place Winners of the 10th Operational Research Competition in conjunction with the 47th Navy Occupational Health and Preventive Medicine Conference 2008[2]
- 中央労働災害防止協会緑十字賞 2010[2]
- 全国THP推進協議会功労賞 2013[2]
- 日本公衆衛生学会奨励賞 2015[2]